# Абдулла ібн Хасан
Абдулла ібн Хасан (араб. عبد الله بن حسن بن أبي نمي; д/н — 1 січня  1632) — шаріф і емір Мекки в 1630-1631 роках.

## Життєпис
Походив з гілки правлячої династії Хасанідів — бану-катада. Син шаріфа Аль-Хасана III. Про нього відомостей обмаль. В грудні 1630 року після смерті шаріфа Масуда ібн Ідріса на загальних зборах представників своєї династії обирається новим правителем, оскільки був найстарішим. Невдовзі отримав підтвердження свого статусу від султана Мурада IV.
Ймовірно нам значний авторитет серед Хасанідів та знаті в Хіджазу, завдяки чому зумів відновити мир в регіоні, забезпечив спокій торгівлі та прочан. Втім 1630 року вимушений був відправити військо для приборкання повстання в Ет-Таїфі. За його панування відродилася практика спрямування шаріфу пожертв від могольського падишаха Шах Джахана, що перевершив своєю щедрістю усіх попередників.
29 серпня 1631 року Абдулла ібн Хасан зрікся влади на користь сина Мухаммеда та внучатого небожа Зайда ібн Мухсіна. При цьому його ім'я в дуа. Помер вночі 1 січня 1632 року.